# Cabo Sterneck

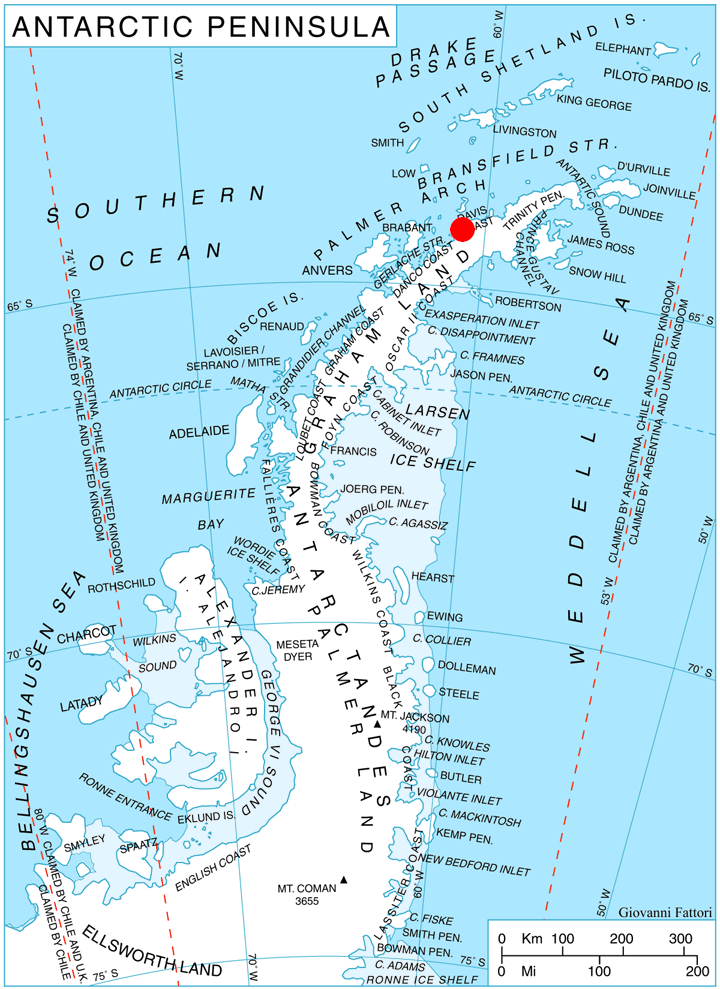
Localização da Península Chavdar na Terra de Graham, Península Antártica.

O Cabo Sterneck (nome britânico Cabo Herschel) (64° 04′ S, 61° 02′ O) é um penhasco íngreme e preto sobre um ponto se projetando sobre a Península Chavdar formando o lado norte da entrada da Baía de Hughes, na costa oeste da Península Antártica. Está separando a Costa de Davis do noroeste da Costa de Danco ao sudoeste.
Em 1898, a Expedição Antártica Belga sob o comando do tenente Adrien de Gerlache explorou esta área e batizou este cabo com o nome do geofísico alemão cujo aparato foi usado na expedição.

## Mapa
- British Antarctic Territory.  Scale 1:200000 topographic map. DOS 610 Series, Sheet W 64 60.  Directorate of Overseas Surveys, Tolworth, UK, 1978.